# ناوشکن کلاس فرسلند
دیسترویر کلاس فرسلند (به انگلیسی: Friesland-class destroyer) یک کلاس از کشتی است که طول آن 116 m می‌باشد.